# بنجامين إغناطيوس هايز
بنجامين إغناطيوس هايز (بالإنجليزية: Benjamin Ignatius Hayes)‏ هو محامي أمريكي، ولد في 1815 في بالتيمور في الولايات المتحدة، وتوفي في 1877 في لوس أنجلوس في الولايات المتحدة.